# 格賴斯島

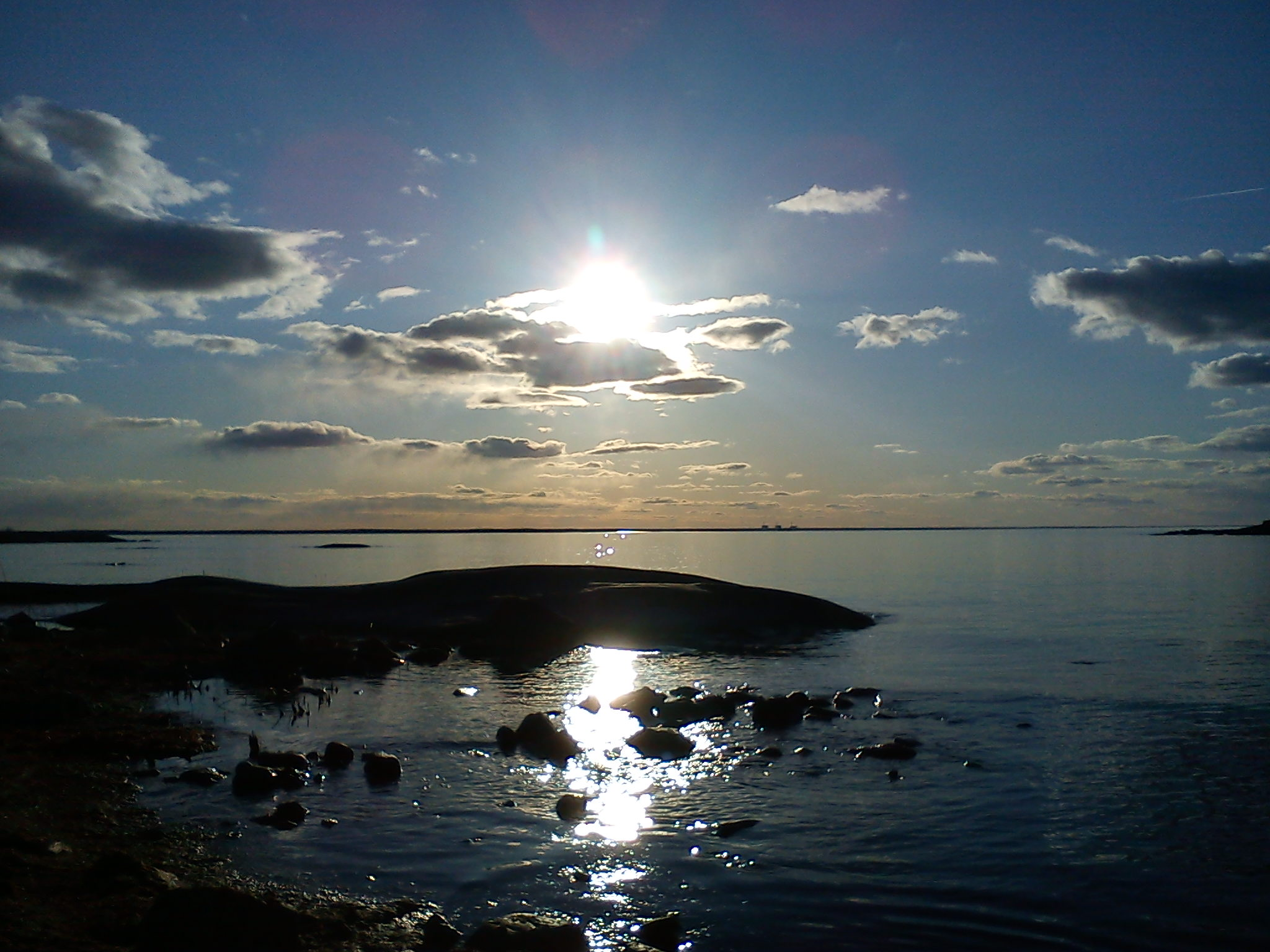
格赖斯岛照片

格賴斯島是瑞典的島嶼，位於該國東部波羅的海波的尼亞灣，由烏普薩拉省負責管轄，面積93.26平方公里，是該國十大島嶼，島上居民人口約800。

## 外部連結
- Gräsö.nu